# Триъгълник на Серпински
Триъгълникът на Серпински, наричан още и Решето на Серпински, е фрактал с формата на равностранен триъгълник, рекурсивно разделен на по-малки равностранни триъгълници с дължина на страната, съответно 1/2, 1/4, 1/8, … 1/2ⁿ (n → ∞) от дължината на външния триъгълник. Триъгълникът на Серпински е един от най-простите примери за самоподобни множества, тъй като е математически генериран модел, който може да се самовъзпроизведе при произволно увеличаване или намаляване на мащаба. Наречен е на името на полския математик Вацлав Серпински, но съществува от много столетия като декоративен елемент, преди Серпински да започне да изучава свойствата му на математически обект.